# Bruinrugvlagstaartijsvogel
De bruinrugvlagstaartijsvogel (Tanysiptera danae) is een vogel uit de familie Alcedinidae (ijsvogels).

## Verspreiding en leefgebied
Deze soort is endemisch in zuidoostelijk Nieuw-Guinea